# Zolessia saturata
Zolessia saturata är en fjärilsart som beskrevs av Walker 1862. Zolessia saturata ingår i släktet Zolessia och familjen silkesspinnare. Inga underarter finns listade i Catalogue of Life.